# حزب کمونیست ارمنستان (اتحاد شوروی)
حزب کمونیست ارمنستان (ارمنی: Հայաստանի կոմունիստական կուսակցություն) شعبه‌ای از حزب کمونیست اتحاد شوروی در داخل جمهوری سوسیالیستی ارمنستان شوروی بود و آن تنها حزب حاکم در ارمنستان شوروی بود. گئورگ آلیخانیان نخستین (دسامبر ۱۹۲۰ - مه ۱۹۲۱) و آرام گاسپار سارگسیان (مه ۱۹۹۱ - سپتامبر ۱۹۹۱) واپسین دبیران کل این حزب بودند.
این حزب در سال ۱۹۹۱ منحل شد و رهبران آن حزب دموکراتیک ارمنستان را تأسیس نمودند. در همان سال حزب کمونیست ارمنستان تحت رهبری سرگئی بادالیان تشکیل شد.
امروزه حزب کمونیست بیشتر در قالب یک جامعهٔ اقتصادی است تا سیاسی پس نمی‌توان آن را یک حکومت متحد تصور کرد .

## تاریخ
اولین گروه مارکسیست در ارمنستان توسط استپان شاومیان در سال ۱۸۹۹ در جلال اوگلی (استپاناوان امروزی) تأسیس شد. در سال ۱۹۰۲، شاومیان، بوگدان کنونیانت و ارشاک زورابوف اتحادیه سوسیال دموکرات‌های ارمنی را در سال ۱۹۰۲ در تفلیس (تفلیس) به عنوان شاخه ای از حزب کارگر سوسیال دموکرات روسیه تأسیس کردند.مانند سازمان مادر خود، به یک جناح بلشویک و منشویک تقسیم شد.
در طول وجود جمهوری اول ارمنستان (۱۹۱۸–۱۹۲۰)، بلشویک‌های ارمنی به‌طور فعال علیه دولت به رهبری فدراسیون انقلابی ارمنستان (Dashnaktsutiun) مبارزه کردند. در سپتامبر ۱۹۱۹، سازمانهای بلشویکی ارمنستان کمیته ارمنستان (Armenkom) حزب کمونیست روسیه (بلشویکها) را ایجاد کردند. در ماه مه ۱۹۲۰، آنها یک قیام مسلحانه شکست خورده علیه دولت به رهبری ARF را رهبری کردند.بسیاری از بلشویکهای ارمنی پس از قیام ناموفق اعدام یا مجبور به فرار به آذربایجان تازه شوروی شدند و فعالیتهای کمونیستها در ارمنستان عملاً متوقف شد. در ۳۰ ژوئن ۱۹۲۰، حزب کمونیست روسیه اجازه ایجاد احزاب کمونیست ارمنستان، آذربایجان و گرجستان را صادر کرد که قرار بود تابع دفتر قفقاز حزب باشند. حزب دیگری به نام حزب کمونیست ارمنستان که در سال ۱۹۱۸ برای گسترش تبلیغات بلشویکی در میان پناهندگان ارمنی غربی ایجاد شده بود، با حزب کمونیست اصلی ارمنستان ادغام شد.در نوامبر ۱۹۲۰، کمیته انقلابی ارمنستان (Armrevkom، به ریاست سرکیس کاسیان) در باکو برای تسهیل شوروی ارمنستان ایجاد شد. در ۲۹ نوامبر ۱۹۲۰، ارمروکوم به همراه ارتش سرخ از آذربایجان وارد ارمنستان شد و جمهوری سوسیالیستی شوروی ارمنستان را اعلام کرد. اولین کنگره حزب کمونیست ارمنستان در ژانویه ۱۹۲۲ برگزار شد، همان سالی که اتحاد جماهیر شوروی به‌طور رسمی با SFSR ماوراء قفقاز (و با ان ارمنستان شوروی) به عنوان عضو تشکیل دهنده تأسیس شد.
بسیاری از رهبران حزب به تروتسکیست یا داشناکیست بودن متهم شدند و در سال ۱۹۳۷ اعدام شدند.

## انحلال و جانشینی
در انتخابات شورای عالی اتحاد جماهیر شوروی ارمنستان در سال ۱۹۹۰، حزب کمونیست ارمنستان پس از جنبش ملی پان ارمنی غیر کمونیستی در رتبه دوم قرار گرفت. در ۴ اوت ۱۹۹۰، لوون تر پتروزیان به عنوان رئیس شورای عالی انتخاب شد. این اولین بار بود که یک حزب غیر کمونیست در یک جمهوری شوروی به قدرت رسید. نوزدهمین کنگره حزب کمونیست ارمنستان که در ۷ سپتامبر ۱۹۹۱ برگزار شد، تصمیم به انحلال حزب گرفت.آخرین رهبر حزب، آرام سرکیسیان، حزب دموکراتیک ارمنستان را تأسیس کرد. در همان سال، حزب کمونیست جدید ارمنستان تحت رهبری سرگئی بدلیان تأسیس شد که خود را جانشین حزب کمونیست شوروی ارمنستان می‌دانست.

## رهبران
در فهرست زیر دبیران اول کمیته مرکزی حزب کمونیست ارمنستان آورده شده است.
| No.      | نگاره    | نام (زاده-درگذشته)             | پذیرش پست       | ترک پست         | حزب سیاسی               |
| دبیر اول | دبیر اول | دبیر اول                       | دبیر اول        | دبیر اول        | دبیر اول                |
| -------- | -------- | ------------------------------ | --------------- | --------------- | ----------------------- |
| ۱        |          | گئورگ آلیخانیان (۱۸۹۷–۱۹۳۸)    | دسامبر ۱۹۲۰     | مه ۱۹۲۱         | CPA                     |
| دبیرکل   |          |                                |                 |                 |                         |
| ۲        |          | آسکاناز مراویان (۱۸۸۵–۱۹۲۹)    | مه ۱۹۲۱         | ژانویه ۱۹۲۲     | حزب کمونیست اتحاد شوروی |
| دبیر اول |          |                                |                 |                 |                         |
| ۳        |          | آشوت هوهانیسیان (۱۸۸۷–۱۹۷۲)    | ژانویه ۱۹۲۲     | ۶ ژوئیه ۱۹۲۷    | حزب کمونیست اتحاد شوروی |
| ۴        |          | هایک هوسپیان (۱۸۹۱–۱۹۳۷)       | ۶ ژوئیه ۱۹۲۷    | ۸ آوریل ۱۹۲۸    | حزب کمونیست اتحاد شوروی |
| ۵        |          | هایکاز کوستانیان (۱۸۹۷–۱۹۳۸)   | ۸ آوریل ۱۹۲۸    | ۷ مه ۱۹۳۰       | حزب کمونیست اتحاد شوروی |
| ۶        |          | آغاسی خانجیان (۱۹۰۱–۱۹۳۶)      | ۷ مه ۱۹۳۰       | ۹ ژوئیه ۱۹۳۶    | حزب کمونیست اتحاد شوروی |
| ۷        |          | آمادونی وارتاپتیان (۱۹۰۰–۱۹۳۸) | ۲۱ سپتامبر ۱۹۳۶ | ۲۳ سپتامبر ۱۹۳۷ | حزب کمونیست اتحاد شوروی |
| ۸        |          | گریگور هاروتیونیان (۱۹۰۰–۱۹۵۷) | ۲۳ سپتامبر ۱۹۳۷ | ۲۸ نوامبر ۱۹۵۳  | حزب کمونیست اتحاد شوروی |
| ۹        |          | سورن توماسیان (۱۹۰۹–۱۹۸۰)      | ۲۸ نوامبر ۱۹۵۳  | ۲۸ دسامبر ۱۹۶۰  | حزب کمونیست اتحاد شوروی |
| ۱۰       |          | هاکوب زاروبیان (۱۹۰۸–۱۹۸۰)     | ۲۸ دسامبر ۱۹۶۰  | ۵ فوریه ۱۹۶۶    | حزب کمونیست اتحاد شوروی |
| ۱۱       |          | آنتون کوچینیان (۱۹۱۳–۱۹۹۰)     | ۵ فوریه ۱۹۶۶    | ۲۷ نوامبر ۱۹۷۴  | حزب کمونیست اتحاد شوروی |
| ۱۲       |          | کارن دمیرچیان (۱۹۳۲–۱۹۹۹)      | ۲۷ نوامبر ۱۹۷۴  | ۲۱ مه ۱۹۸۸      | حزب کمونیست اتحاد شوروی |
| ۱۳       |          | سورن هاروتیونیان (۱۹۳۹–۲۰۱۹)   | ۲۱ مه ۱۹۸۸      | ۵ آوریل ۱۹۹۰    | حزب کمونیست اتحاد شوروی |
| ۱۴       |          | ولادیمیر موسیسیان (۱۹۳۴–۲۰۱۴)  | ۵ آوریل ۱۹۹۰    | ۳۰ نوامبر ۱۹۹۰  | حزب کمونیست اتحاد شوروی |
| ۱۵       |          | استپان بوغوسیان (۱۹۳۲–۲۰۱۲)    | ۳۰ نوامبر ۱۹۹۰  | ۱۴ مه ۱۹۹۱      | حزب کمونیست اتحاد شوروی |
| ۱۶       |          | آرام گاسپار سارگسیان (۱۹۴۹–)   | ۱۴ مه ۱۹۹۱      | ۷ سپتامبر ۱۹۹۱  | حزب کمونیست اتحاد شوروی |